# Foramen mentale

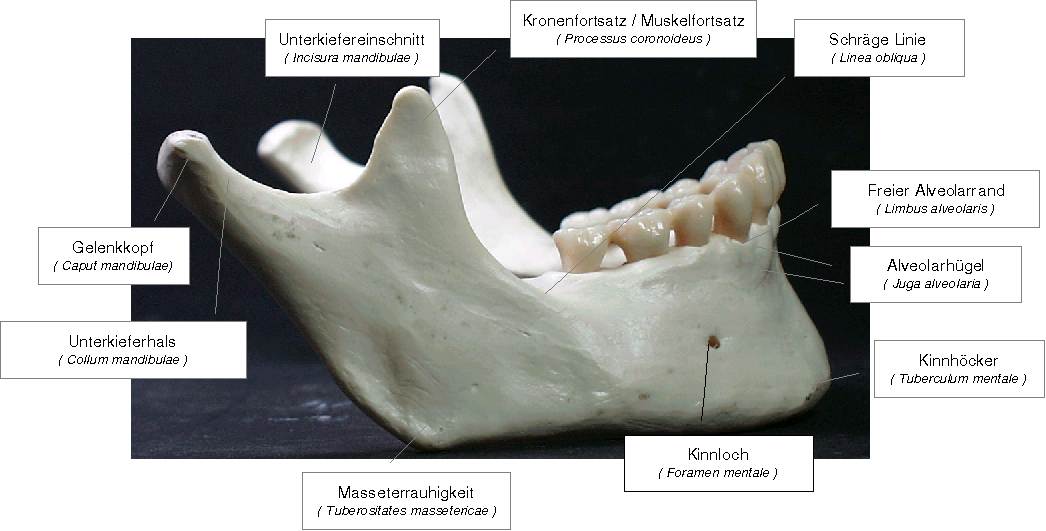
Laterale (Seitliche) Ansicht des menschlichen Unterkiefers.

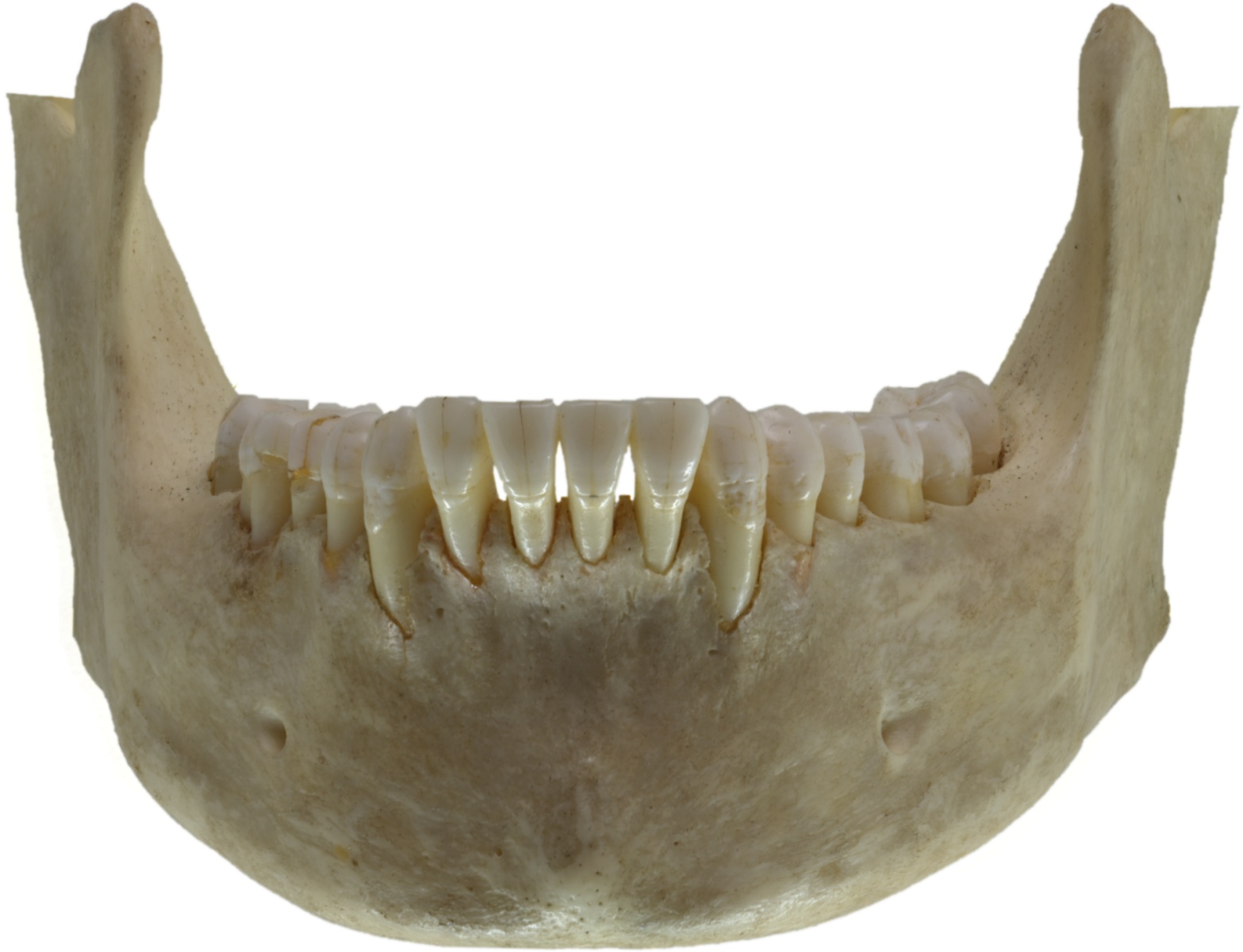
Frontale (von vorn) Ansicht des menschlichen Unterkiefers.

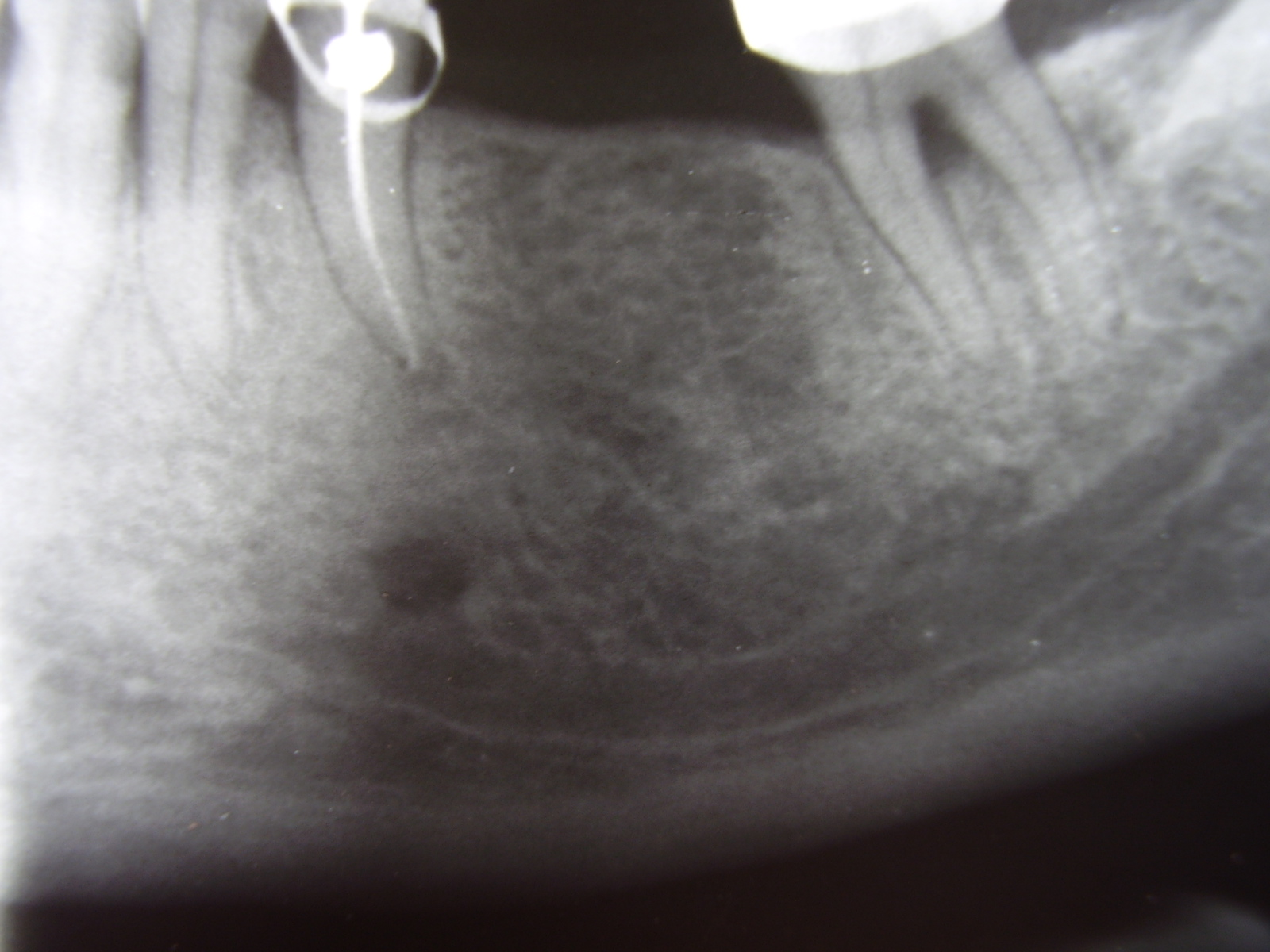
Röntgenologische Darstellung des Foramen mentale, das am vorderen Ende des Mandibularkanals als schwarzer Punkt deutlich zu erkennen ist. Nebenbefund: Insuffiziente Zahnkrone auf dem 2. Prämolaren.

Das Foramen mentale (von lat. foramen „Öffnung“, „Loch“ und mentum  „Kinn“) ist eine Knochenöffnung auf der Außenseite des horizontalen Astes des Unterkiefers (Mandibula), durch die der Nervus mentalis (ein Endast des Nervus alveolaris inferior), die Arteria mentalis und die dazugehörige Vene (Vena mentalis) aus dem Canalis mandibulae austreten. Das Foramen mentale ist beidseitig vorhanden. Es ist (bei Europäern) etwas unterhalb der Wurzelspitzen zwischen den beiden Unterkiefer-Prämolaren lokalisiert. Die Lage variiert aber je nach Abstammung (Europäer, Asiat, Afrikaner und andere).
Diese Lokalisation ist der Grund dafür, dass sich bei einer Leitungsanästhesie im Unterkiefer, bei der das Anästhetikum in die Nähe des Foramen mandibulae injiziert wird, die Kinnregion und die Unterlippe ebenfalls taub anfühlen. Der Zahnarzt wertet dieses Taubheitsgefühl als Nachweis, dass die Anästhesie wirkt. Auch direkt am Foramen mentale ist eine Leitungsanästhesie möglich, durch die dann die Prämolaren, die Kinnregion und die Unterlippe anästhesiert werden.
Die Lage des Foramen mentale muss insbesondere auch bei einer operativen Zahnentfernung und einer Wurzelspitzenresektion beachtet werden. Dann kann es nötig sein, das Foramen aufzusuchen und den Gefäß-/Nervenstrang darzustellen, um eine versehentliche Schädigung auszuschließen.
Bei einem zahnlosen, stark atrophiertem Alveolarfortsatz (zahntragender Teil des Kieferknochens) kann das Foramen mentale quasi oben auf dem Unterkieferknochen liegen und zu sehr unangenehmen Schmerzen führen, wenn eine Zahnprothese auf die Nervenaustrittsstelle drückt. In diesen Fällen muss dieser Bereich der Prothese hohl gelegt werden oder das Foramen durch Neurolyse verlegt werden.